# جاي دي باتون
جاي دي باتون (بالإنجليزية: Jay Dee Patton)‏ هو لاعب كرة قدم أمريكية أمريكي، ولد في 16 سبتمبر 1907 في تينيسي في الولايات المتحدة، وتوفي في 24 ديسمبر 1975 في فرجينيا في الولايات المتحدة.